# Procris statices
Procris statices is een synoniem van Adscita statices (metaalvlinder), een vlinder uit de familie van de bloeddrupjes (Zygaenidae). De wetenschappelijke naam werd gepubliceerd in 1758 door Carl Linnaeus in de tiende editie van Systema naturae.